# Bistra, Maramureș
Bistra este satul de reședință al comunei cu același nume din județul Maramureș, Transilvania, România. Localitatea este compusă în majoritate din etnici ucraineni.

## Etimologie
Etimologia numelui localității: din hidronimul Bistra (< ucr. bystryj „iute, repede"). 

## Galerie foto

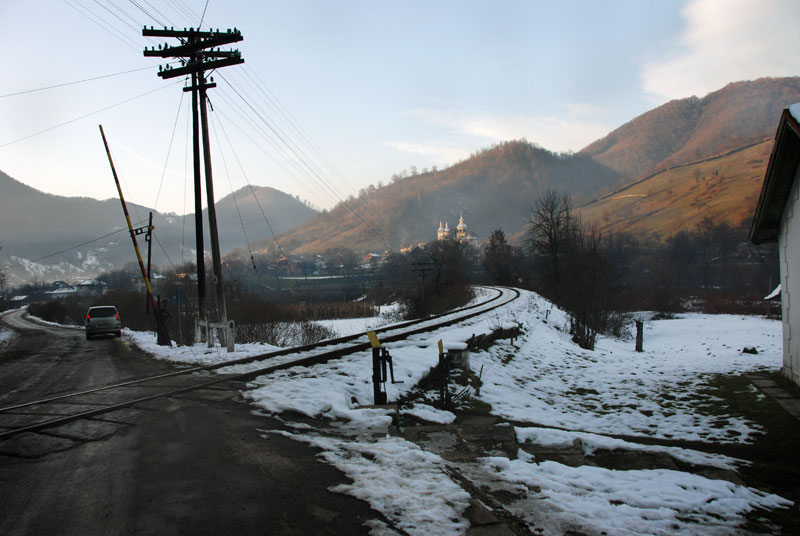
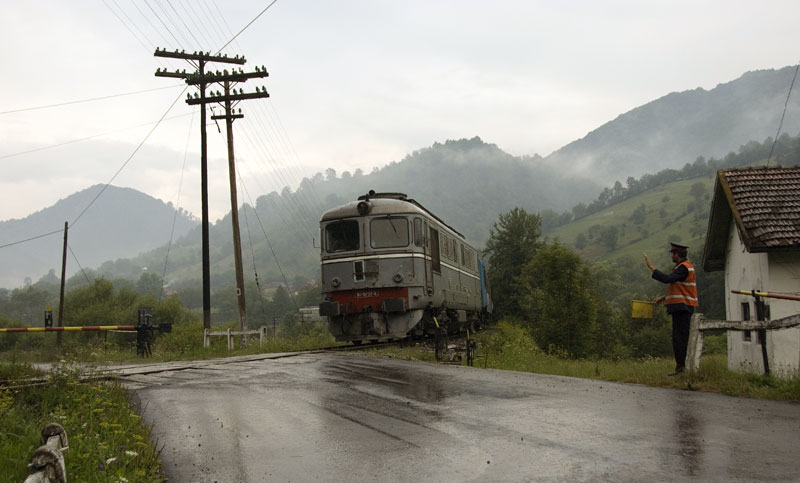
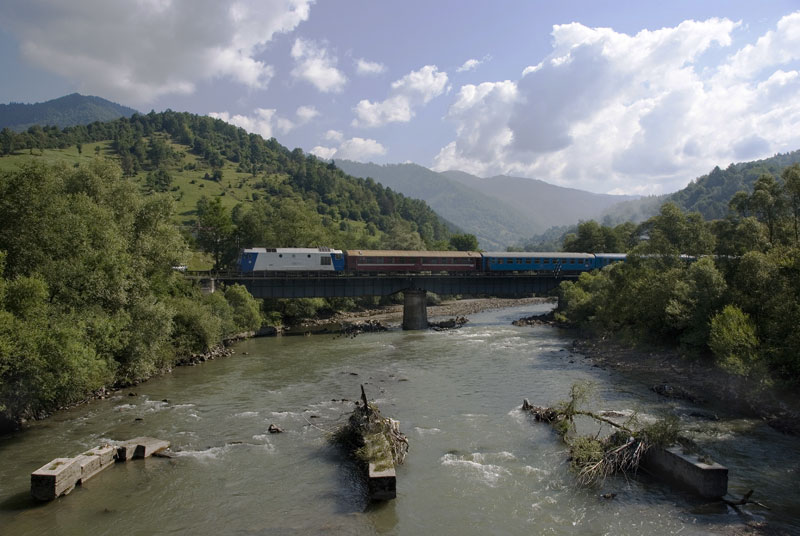
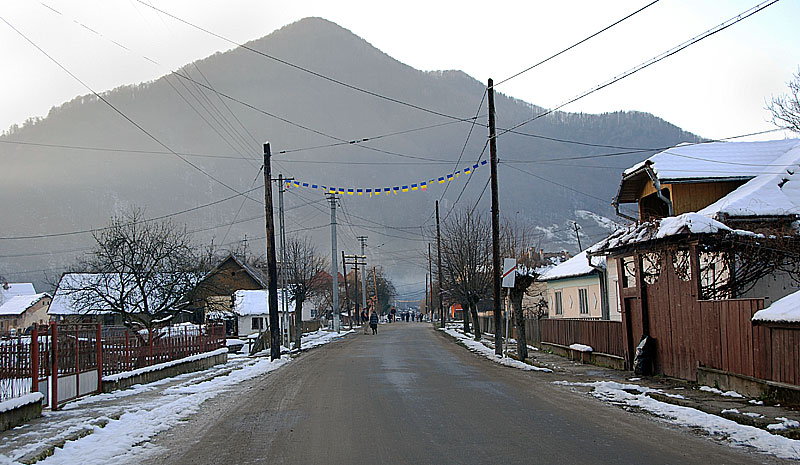
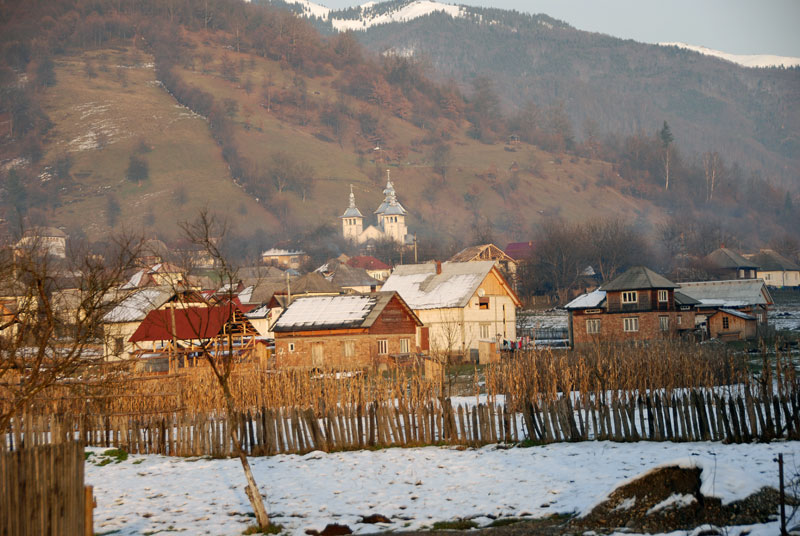
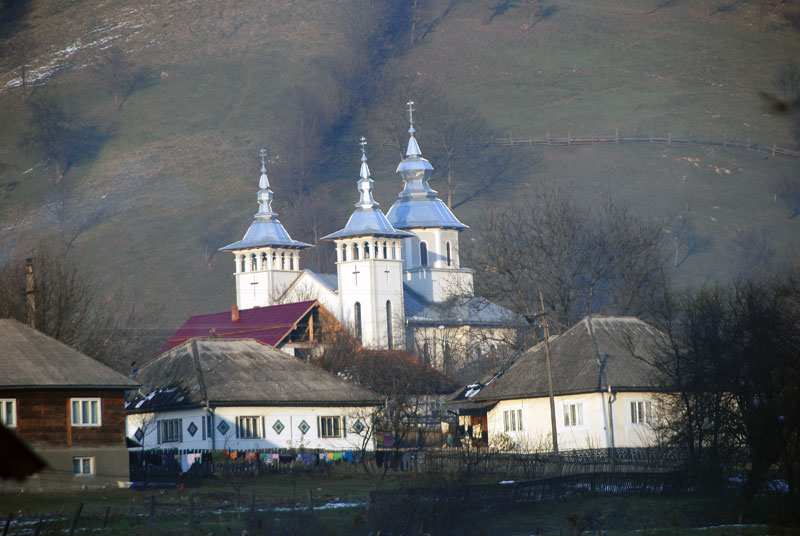
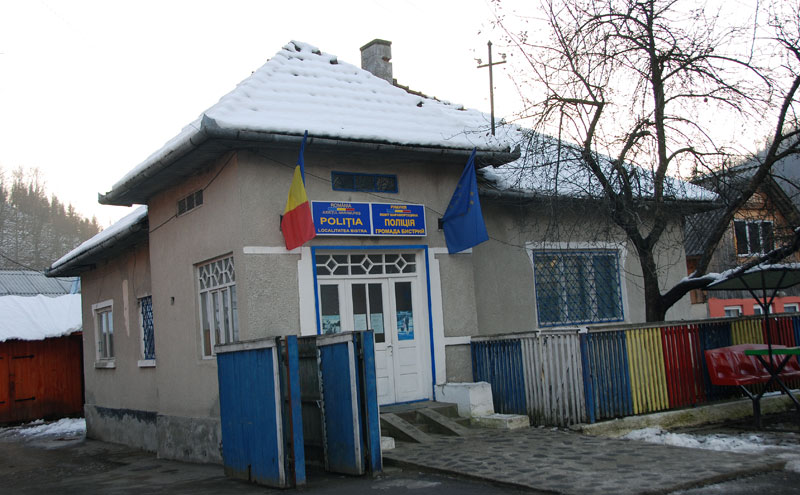
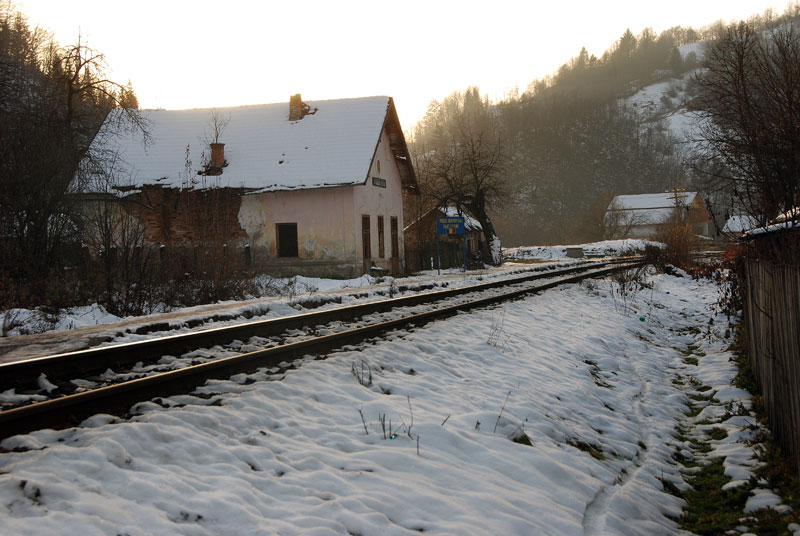

## Așezare
Localitatea Bistra este situată în Grupa Nordică a Carpatilor Orientali, de-a lungul râului Vișeu până la vărsarea acestuia în Tisa. Localitate de frontieră, atât pe râul Tisa, dar mai ales pe uscat, Bistra are o suprafațâ mare în comparație cu populația. Acest fapt se datorează reliefului muntos și abrupt, acoperit în majoritate de păduri. Este împrejmuită de numeroși versanți, pe care încă se practică transhumanța(mersul oilor pe munte în lunile de vară), versanți șerpuiți de Vișeu, care formează un defileu cu priveliști de basm. 

## Istoric
Fost cătun iobăgesc al Petrovei. 
Această localitate este atestată documentar înca din secolul al XV-lea, figurand în documentele vremii ca și parte a cnezatului Maramureșului. După alte surse (Coriolan Suciu), prima atestare datează din 1913 (Petrovabisztra). 
De-a lungul istoriei Bistra a trecut prin numeroase încercări și primejdii printre care pot fi menționate: a făcut parte din regatul maghiar, a trecut prin numeroase epidemii, foamete, a simțit din plin cele două Razboaie Mondiale dar și numeroase catastrofe naturale, printre care cele mai întipărite în mintea localnicilor sunt frecventele și devastatoarele revarsări ale râului Vișeu, care nu de puține ori au luat vieți și au distrus locuinte și recolte. Datorită reliefului muntos, a solului relativ sărac în sedimente, a climei mai dure decat în alte zone, după al doilea Război Mondial mai exact începând cu anii 1955-1960 și până la 1989 un numar mare al locuitorilor din Bistra au optat să migreze către zonele de șes, mai exact în Câmpia de Vest, județele Arad si Timiș. Astfel aproape nu este localitate în aceste două județe, în care să nu existe cineva plecat din Bistra. Pană la al doilea Razboi Mondial în comuna Bistra trăiau, alaturi de majoritarii ucraineni, numeroși etnici evrei, care au fost deportați de armata nazistă în lagărele de concentrare Auschwitz, Birkenau, și fie nu s-au mai întors, fie s-au întors dar au plecat în țara de origine. Amintirea acestei coexistențe interetnice, interculturale și interreligioase dintre aceștia cu ucrainenii înca mai persistă fie prin casele care încă au mai rămas, fie prin cimitirele evreiești rămase în urmă sau prin memoriile bătrânilor care au trăit vremurile acelea.  

## Economie
Din punct de vedere economic, de-a lungul vremii localitatea nu a fost foarte dezvoltată, principala bogație a zonei, padurile, fiind singura ramură industrială importantă exploatată. Dupa anul 2000 numeroși localnici, în special tineri, au migrat spre țările occidentale în speranta unui castig substantial. 

## Cultură și tradiție
Din punct de vedere cultural Bistra este un adevarat sanctuar de păstrare al tradițiilor și obiceiurilor ucrainene seculare. Acestea cum ar fi: limba specifică comunei, portul tradițional și nenumaratele obiceiuri de-o frumusețe răpitoare și vechime, pentru locuitori reprezintă un adevarat tezaur, atât de bine conservat de-a lungul vremii. Sunt de fapt blazonul așezării, cartea de vizită a locuitorilor care sunt cunoscuți peste tot pentru acestea. Un locuitor al satului nu-și poate imagina Crăciunul, Anul Nou, Paștele sau Hramul bisericii departe de casă. Aceste sărbători sunt încă atât de bine păstrate de oameni încât ai zice ca ne aflăm cu 200-300 de ani in urmă, prin obicuierile vechi păstrate în tocmai, rațiunea timpului fiind pierdută complet. Deși este o zonă de-o frumusețe naturală fascinantă și bogație culturală imensă, nu este exploatată nici la capacitate minimă. Totuși, sperăm ca tinerii de acum să conștientizeze averea pe care au moștenit-o de la străbuni și parinți, s-o perpetueze, ba mai mult s-o împărtășească și străinilor dornici de-a cunoaște locuri în care mâna omului a avut o intervenție minimă și în care timpul parcă a stat în loc...(Articol scris de Dutciuc Ghe-Cristian, UBB Fac. de Drept Cluj, 30 martie 2010.)

## Personalități
- Havrelo Clempuș, scriitor din satul Valea Vișeului aparținătoare comunei Bistra.
- Dmytro Koreniuk, scriitor și umorist din satul Bistra, fost primar al comunei în perioada 1992-1996, fost director al școlii generale, membru al partidului UDUR și muzician fondator al grupului de dansuri și cântece ucrainene "Hutulii Veseli".
- Vasile Luțac, muzician.

## Manifestări tradiționale locale
- Mira la Huțuli (obicei pastoral ucrainean; luna mai).